# Battaglia di Dandanqan
La battaglia di Dāndanqān (in arabo معركة داندقان‎?, Maʿrakat Dāndanqān) ebbe luogo il 23 maggio 1040 tra le forze selgiuchidi e quelle ghaznavidi, a circa 50 km a sud-ovest di Merv (Turkmenistan attuale).
L'esito dello scontro fu favorevole ai Selgiuchidi e Mas'ud di Ghazna fu respinto in Afghanistan e in India dal Sultano Tughril Beg, che occupò così il Khorasan.

## Preparativi

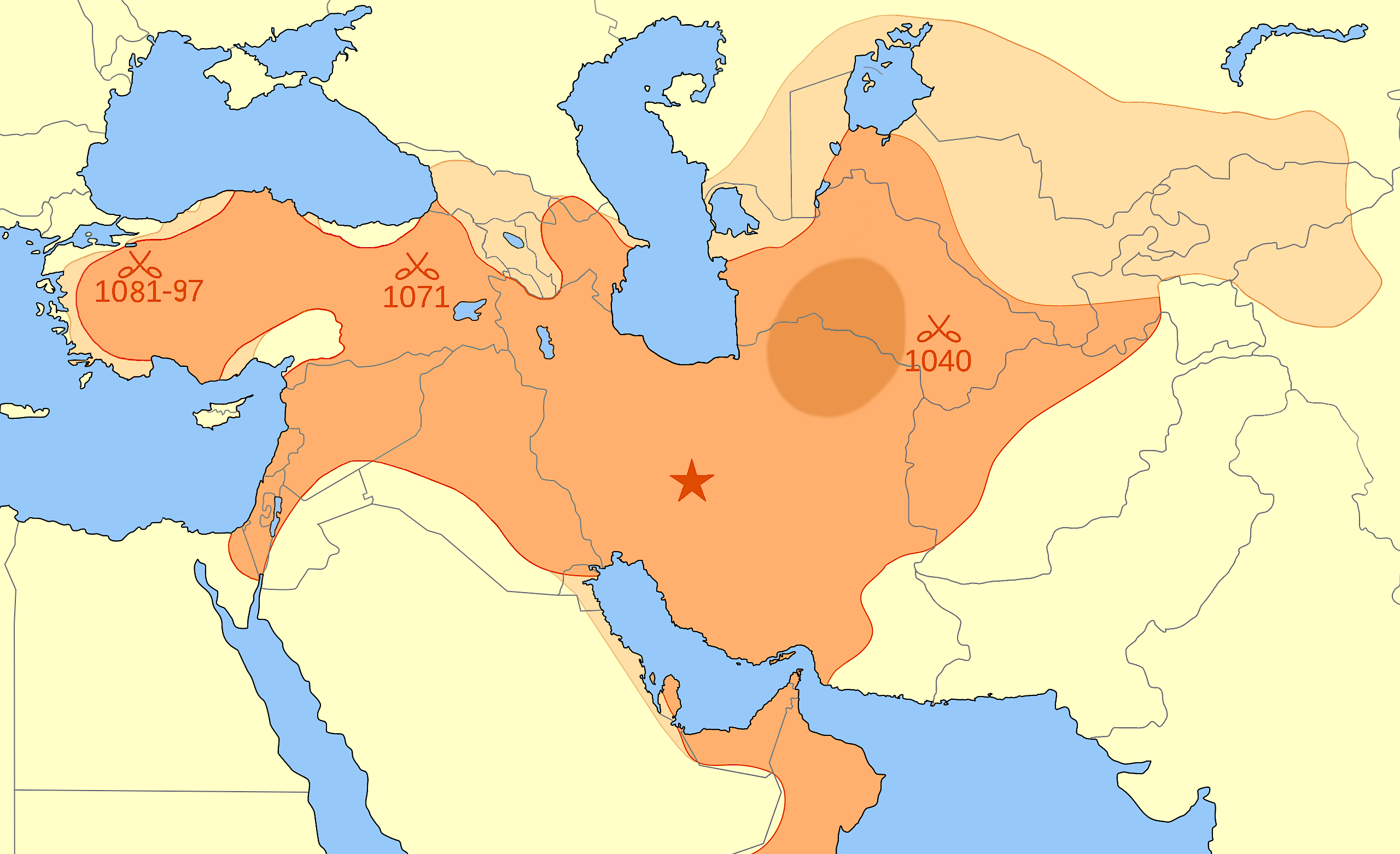
L'Impero dei Grandi Selgiuchidi nel 1092, con l'indicazione del sito della battaglia di Dandanqan del 1040

Quando il Sultano selgiuchide Tughril e suo fratello Chaghri Bey presero a costituire un forte esercito, crebbe anche la minaccia sui territori ghaznavidi. Dopo che incursioni selgiuchidi avevano colpito varie cittadine di confine, il Sultano Mas'ud I (figlio di Mahmud di Ghazna) decise di affrontare in armi i Selgiuchidi, per costringerli ad abbandonare i suoi territori.

## La battaglia
Durante la marcia delle forze del Sultano Mas'ud verso Sarakhs, gli incursori selgiuchidi misero in difficoltà l'esercito ghaznavide con la tattica del "mordi e fuggi". Gli irregolari selgiuchidi distrussero anche le linee di rifornimento ghaznavidi, tagliandoli fuori dai pozzi d'acqua necessari al loro rifornimento. La disciplina e il morale delle forze ghaznavidi ne risentirono gravemente. Infine, il venerdì 23 maggio del 1040, 20 000 soldati selgiuchidi impegnarono in battaglia i 50 000 soldati ghaznavidi a Dāndanqān, tra Merv e Sarakhs.

## Conseguenze
Masʿūd fuggì senza vergogna dal campo di battaglia con 100 cavalieri di scorta. I Selgiuchidi occuparono il Khorasan persiano e le città della regione, stabilendo un impero che sarà più tardi chiamato dei Grandi Selgiuchidi.